# Prionotropis maculinervis
Prionotropis maculinervis är en insektsart som först beskrevs av Carl Stål 1878.  Prionotropis maculinervis ingår i släktet Prionotropis och familjen Pamphagidae.

## Underarter
Arten delas in i följande underarter:
- P. m. urfensis
- P. m. maculinervis